# Pleurozia conchifolia
Pleurozia conchifolia là một loài rêu tản trong họ Pleuroziaceae. Loài này được (Hook. & Arn.) Austin miêu tả khoa học lần đầu tiên năm 1874.